# شیراکامی سانچی
شیراکامی – سانچی (منطقه کوهستانی خدای سفید) یکی از اماکن ثبت شده در فهرست میراث جهانی یونسکو است که در هونشوی ژاپن قرار دارد. این کوه‌ها، بدون از بین بردن فضای جنگل‌های بکر این منطقه، استان‌های آئوموری و آکیتا را به هم متصل کرده‌اند. در سال ۱۹۹۳، از کل ۱۳۰۰ کیلومتر مربع از این منطقه، تنها ۱۶۹٫۷ کیلومتر مربع آن در فهرست میراث جهانی یونسکو قرار گرفت. درختان راش، بخش عظیمی از این جنگلها را تشکیل می‌دهند.